# Episodi di Mad Dogs (serie televisiva 2016)
La prima e unica stagione della serie televisiva Mad Dogs, composta da 10 episodi, è stata pubblicata negli Stati Uniti, da Amazon Video, dal 15 gennaio 2015 al 22 gennaio 2016.
In Italia la stagione è stata interamente pubblicata il 19 settembre 2017 su TIMvision.
| n° | Titolo originale | Titolo italiano     | Prima TV USA    | Pubblicazione Italia |
| -- | ---------------- | ------------------- | --------------- | -------------------- |
| 1  | Pilot            | Pilota              | 15 gennaio 2015 | 19 settembre 2017    |
| 2  | Xtabai           | Xtabai              | 22 gennaio 2016 | 19 settembre 2017    |
| 3  | Well             | Il pozzo            | 22 gennaio 2016 | 19 settembre 2017    |
| 4  | Flares           | Bagliori            | 22 gennaio 2016 | 19 settembre 2017    |
| 5  | Hat              | Il cappello         | 22 gennaio 2016 | 19 settembre 2017    |
| 6  | Leslie           | Leslie              | 22 gennaio 2016 | 19 settembre 2017    |
| 7  | Ice Cream        | Gelato              | 22 gennaio 2016 | 19 settembre 2017    |
| 8  | Broodstock       | Pesci d'allevamento | 22 gennaio 2016 | 19 settembre 2017    |
| 9  | Seahorse         | Cavalluccio marino  | 22 gennaio 2016 | 19 settembre 2017    |
| 10 | Needles          | Epiloghi            | 22 gennaio 2016 | 19 settembre 2017    |

## Pilota
- Titolo originale: Pilot
- Diretto da: Charles McDougall
- Scritto da: Cris Cole

### Trama
Un gruppo di amici si riunisce in Belize per celebrare il prepensionamento di un loro vecchio amico. Il gruppo si cimenta in una serie di giochi selvaggi che li espongono a oscuri segreti, inganni e persino omicidi.

## Xtabai
- Titolo originale: Xtabai
- Diretto da: Alex Graves
- Scritto da: Shawn Ryan

### Trama
I ragazzi vanno alla ricerca di uno yacht scomparso, ma un incontro inaspettato con due spacciatori svedesi e un misterioso borsone legato a un cartello complica la loro ricerca.

## Il pozzo
- Titolo originale: Well
- Diretto da: Randall Einhorn
- Scritto da: Cris Cole

### Trama
Il gruppo ha solo sei ore di tempo per restituire una barca, ma nel frattempo devono pensare anche a diverse complicazioni che si sono fatte, tra cui un'indagine della polizia locale, il cadavere del loro amico e il ritorno de Il Gatto.

## Bagliori
- Titolo originale: Flares
- Diretto da: Clark Johnson
- Scritto da: Brett C. Leonard e Cris Cole

### Trama
Dopo un viaggio fallito nell'ambasciata degli Stati Uniti, i Mad Dog fanno tappa in una villa durante quella notte. Circondati da nemici al di fuori del muro perimetrale e privati di cibo e acqua, i ragazzi sono costretti a confrontarsi con degli oscuri segreti del passato e a capire il valore della vita.

## Il cappello
- Titolo originale: Hat
- Diretto da: Uta Briesewitz
- Scritto da: Eileen Myers

### Trama
I quattro amici tentano di fuggire dalla Belize con l'aiuto di un impaziente dipendente dell'ambasciata. Il viaggio mette a dura prova la tensione tra gli amici mentre interagiscono con delle pericolose creature del Paese.

## Leslie
- Titolo originale: Leslie
- Diretto da: Craig Zisk
- Scritto da: Michael C. Martin

### Trama
I quattro sventurati vengono portati in quarantena perché potrebbero aver contratto il vaiolo. Una volta dimessi, Cobi e Joel prendono una parte dei soldi e se ne vanno per i fatti loro, mentre Gus e Lex restano insieme.

## Gelato
- Titolo originale: Ice Cream
- Diretto da: Guy Ferland
- Scritto da: Zev Borow

### Trama
Sparsi tra i paesaggi delle Belize, i Mad Dog devono soppesare i loro desideri personali contro quelli delle vite dei loro amici per recuperare tutti i soldi mancanti e salvare Joel.

## Pesci d'allevamento
- Titolo originale: Broodstock
- Diretto da: Mark Piznarksi
- Scritto da: Jon Worley

### Trama
Un imprenditore carismatico di nome Aaron arriva con la promessa di portare a casa i ragazzi se completano una missione misteriosa e pericolosa che coinvolge Lawrence, Jesus e una borsa piena di soldi.

## Cavalluccio marino
- Titolo originale: Seahorse
- Diretto da: Ted Griffin
- Scritto da: Kent Rotherham

### Trama
I quattro amici iniziano un viaggio insidioso attraverso la giungla, solo per scoprire che la loro missione è diversa dal previsto. Di ritorno a Belize City, le tensioni sfrigolano tra Lawrence e Aaron e un misterioso personaggio che fa domande ai ragazzi.

## Epiloghi
- Titolo originale: Needles
- Diretto da: John David Coles
- Scritto da: Cris Cole

### Trama
Joel si precipita a completare segretamente la missione di Jesus, mentre Gus e Cobi si occupano delle autorità che li ritengono responsabili dei loro crimini. Tutti e quattro i ragazzi fanno un ultimo tentativo per fuggire da Belize una volta per tutte.